# Thea Hjelmeland
Thea Hjelmeland (Førde, 1987) è una cantante norvegese.

## Biografia
Dopo aver partecipato a vari concorsi e festival musicali nel corso degli anni 2000, Thea Hjelmeland ha fatto il suo debutto discografico nel 2012 con il disco Oh, the Third.... È salita alla ribalta nel 2014 con il secondo album Solar Plexus, che ha debuttato al 23º posto nella classifica norvegese e che le ha fruttato due candidature ai premi Spellemann, il principale riconoscimento musicale norvegese, per il miglior paroliere e per il miglior artista indie dell'anno; ha vinto quest'ultimo premio. Nel 2018 è uscito il terzo disco Kulla, grazie al quale ha nuovamente vinto lo Spellemann per il miglior artista indie, oltre ad essere stata in lizza nella categoria dedicata al cantautorato.

## Discografia

### Album in studio
- 2012 – Oh, the Third...
- 2014 – Solar Plexus
- 2018 – Kulla

### Singoli
- 2014 – Feathery
- 2018 – Pleasure
- 2018 – Happen Go Stay